# Sabina Laurinová
Sabina Laurinová (* 8. dubna 1972 Praha) je česká herečka a moderátorka. Má dvě dcery.

## Studium
Absolvovala Pražskou konzervatoř, hudebně dramatické oddělení. Je dcerou režiséra a pedagoga, emeritního ředitele Divadla na Vinohradech Františka Laurina.

## Herecká kariéra
Hostovala v Národním divadle a v divadle Semafor. V sezoně 1991–1992 byla angažována v Divadle na Starém Městě a v roce 1992 společně se svou spolužačkou Kamilou Špráchalovou nastoupila do Divadla ABC. Ve filmu debutovala již na počátku 90. let (Dívčí válka, Hotýlek v srdci Evropy, pornografický snímek Vášnivé známosti), ale prosadila se až díky rolím v seriálech Zdivočelá země a Konec velkých prázdnin.  Objevila se také ve dvou epizodách seriálu Chlapci a chlapi. V poslední době je známá jako představitelku záporných princezen (Eufrozína v pohádkách Z pekla štěstí i Z pekla štěstí 2, nebo ve filmu Ošklivá princezna). Zahrála si také v komedii Jak se krotí krokodýli. Jako moderátorka se uplatnila v hudební soutěži DO-RE-MI po boku Pavla Trávníčka.
Účinkovala v seriálu TV Prima Modrý kód a Sestřičky, kde hrála jednu z hlavních postav, vrchní sestru Marii (Mery) Černou Tomáškovou, manželku Michala Tomáška (Saša Rašilov ml.).

## Dabing
Věnovala se také dabingu a byla dokonce dvakrát nominována na Cenu Františka Filipovského:
- v roce 1997 za namluvení role Thelmy Dickinsonové ve filmu Thelma a Louise (dabovala Geenu Davisovou)[4]
- v roce 2007 za namluvení role Laurel Sommersbyové ve filmu Návrat Sommersbyho (dabovala Jodie Fosterovou)[5]

## Filmografie (výběr)
- 2025 ZOO Nové začátky (TV seriál) – postava Alice Novotná
- 2022 Zoo (TV seriál) – postava Alice Novotná
- 2020 Sestřičky (TV seriál, role vrchní sestry Marie Černé, zvané Mery)
- 2017 Modrý kód (TV seriál, role vrchní sestry Marie Černé, zvané Mery)
- 2013 Doktoři z Počátků (TV seriál, role Marty)
- 2011 Čertova nevěsta (role královny)
- 2007 Láska In Memoriam (TV film)
- 2006 Jak se krotí krokodýli (role Koudelkové)
- 2005 Bazén (TV seriál)
- 2001 Z pekla štěstí 2 (role princezny Eufrozíny)
- 1999 Z pekla štěstí (role princezny Eufrozíny)
- 1996 Konec velkých prázdnin (role Bobiny Havránkové)
- 1994 Vášnivé známosti (Lusty Liaisons)
- 1991 Dívčí válka (role panny Šárky)
- 1991 Pohádka o touze
- 1988 Chlapci a chlapi (role Lenky)

## Rodinné vztahy
- V roce 2004 se s ní rozešel zpěvák skupiny Kabát Josef Vojtek, se kterým má dceru Valentýnu (nar. 2002). V roce 2008 porodila příteli Karlu Kameníkovi dceru Maju.[6][7]
- Je dcerou režiséra Františka Laurina.